# 斯尔法纳斯·奥林匹欧
斯尔法纳斯·奥林匹欧（法語：Sylvanus Epiphanio Olympio，1902年9月6日—1963年1月13日) 多哥政治人物。曾担任过多哥总理，1958年出任独立后首任总统，1963年1月多哥发生军事政变，奥林匹欧遇刺身亡。

## 生平
斯尔法纳斯·奥林匹欧出身于多哥著名的奥林匹欧家族，祖父是非洲至巴西贸易商弗朗西斯科·奥林匹欧·西尔维奥，他的叔叔奥克塔维亚诺·奥林匹欧是1900年代多哥最富裕的人之一。斯尔法纳斯1902年出生于洛美，就读于德国的天主教会学校。大学赴伦敦经济学院学习经济学。毕业后先后在尼日利亚和黄金海岸的联合利华公司工作，1929年回到多哥担任多哥的联合利华分部主管，1938年升为总经理。
第二次世界大战期间，因奥林匹欧家族与英国关系密切，斯尔法纳斯被捕入狱。在这期间他产生了民族主义和国家独立的思想。
二战结束后，他成为多哥统一委员会领导人。1946年当选第一届领地议会主席，1947他与法国殖民当局发生公开冲突而辞职。1956年多哥在法兰西共同体内取得有限自治，1958年在联合国监督的选举中，他所属的多哥统一党取得胜利，他出任总理，1960年2月，奥林匹欧拒绝了加纳总统克瓦米·恩克鲁玛的合并建议，并于同年4月27日宣告独立，他成为多哥共和国首任总统。
1962年1月，奥林匹欧宣布取消一切反对党。这使他遭到受过西方教育的人的不满，另有一批激进的民族主义者则不希望他接受法国的援助，1963年，当他拒绝626名大部分参加过在印度支那和阿尔及利亚的战争的多哥籍法国退伍军人入伍多哥军队时，那些军人于1963年1月13日发动政变推翻了他，当天他被枪杀在美国大使馆门前。

#### 书籍杂志
- Amos, Alcione M. . Cahiers d'Études Africaines. 2001, 41 (162): 293–314. JSTOR 4393131.
- Grundy, Kenneth W. . The Review of Politics. 1968, 30 (4): 428–439. JSTOR 1406107.
- Howe, Russell Warren. . Transition. 2000, (86): 36–50. JSTOR 3137463.
- Mazuri, Ali A. . Political Science Quarterly. 1968, 83 (1): 40–58. JSTOR 2147402.
- Onwumechili, Chuka. . Westport, Ct.: Praeger. 1998  [29 December 2012]. ISBN 978-0-275-96325-5. （原始内容存档于2013-12-31）.
- Rothermund, Dietmar. . Taylor & Francis. 2006  [29 December 2012]. ISBN 978-0-415-35632-9. （原始内容存档于2021-03-08）.
- Wallerstein, Immanuel. . University of Nebraska Press. 1961  [29 December 2012]. ISBN 978-0-8032-9856-9. （原始内容存档于2021-03-08）.

#### 报纸（按时间顺序）
- . New York Amsterdam News. 13 December 1947: 1.
- . New York Times. 8 April 1960: 11.
- . Washington Post. 1 May 1960: E4.
- . New York Times. 11 April 1961: 6.
- . The Washington Post. 14 January 1963: A1.
- Lukas, J. Anthony. . New York Times. 22 January 1963: 3.
- . New African (377). September 1999: 13.

| 前任： 尼古拉·格鲁尼茨基 | 多哥总理 1958－1961 | 繼任： 约瑟夫·科库·科菲戈 |
| 前任： （无）            | 多哥总统 1960－1963 | 繼任： 埃马纽埃尔·博乔勒  |